# Портсмут
Портсмут (англ. Portsmouth) — місто в британському графстві Гемпшир на березі протоки Солент, що відокремлює Англію від острова Вайт. Основна частина міського населення зосереджена на острові Портсі. Тут розташована одна з головних військово-морських баз британського ВМФ. Населення міста — 197 000.
До обміління Ла-Маншу порт розташовувався у Портчестері, де збереглася напівзруйнована кам'яна фортеця римлян, перебудована у XI—XII століттях у феодальний замок. У 1194 р. король Річард I Левине Серце видав Портсмуту міську хартію і дозволив проводити в місті ярмарок. Ця хартія діяла до 1627 року. Значення Портсмута значно збільшилося за династії Тюдорів. У 1496 р. був заснований сухий док, який після розширення у 1698 р. займає площу у 120 га. У сухому доці виставлені знамениті кораблі минулого — тюдорівська карака «Мері Роуз» і HMS Victory — флагман адмірала Гораціо Нельсона. Під час Другої світової війни місто зазнало сильних бомбардувань. Зруйнована будівля ратуші була відновлена у 1959 році. Серед історичних пам'яток — невеликий, частково романський собор (XII століття), тюдорівські укріплення в курортному районі Саутсі (1544 р.) і будинок, у якому народився Чарльз Діккенс.

## Географія
Унітарна одиниця Портсмут займає територію 40 км², омивається на сході, півдні і заході протокою Солент, на півночі межує з неметропольним графством Гемпшир.

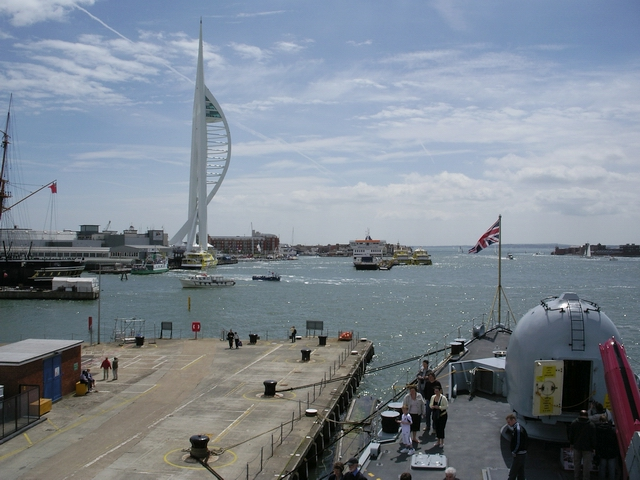
Портсмут-Гарбор
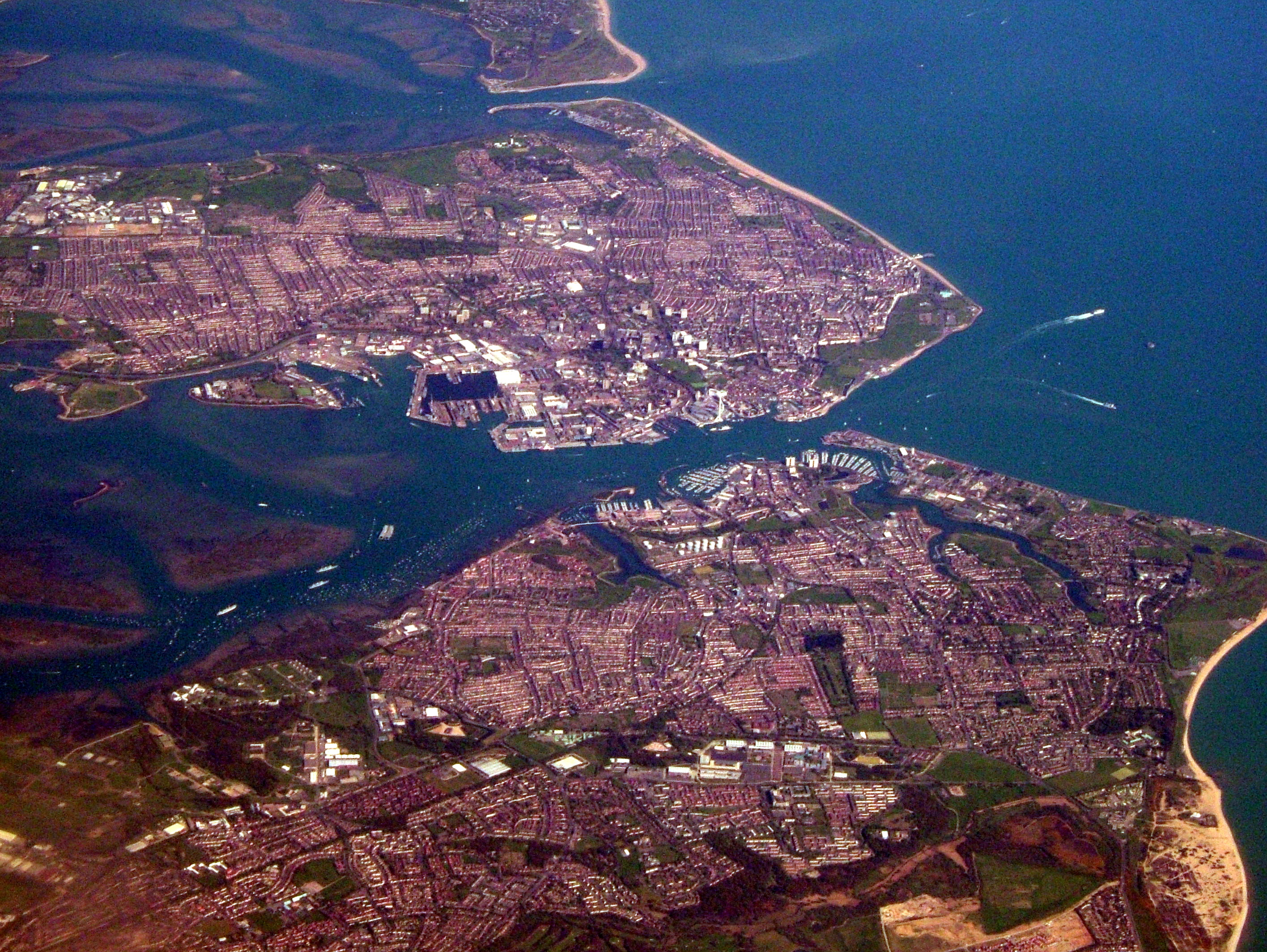
Місто з висоти пташиного польоту
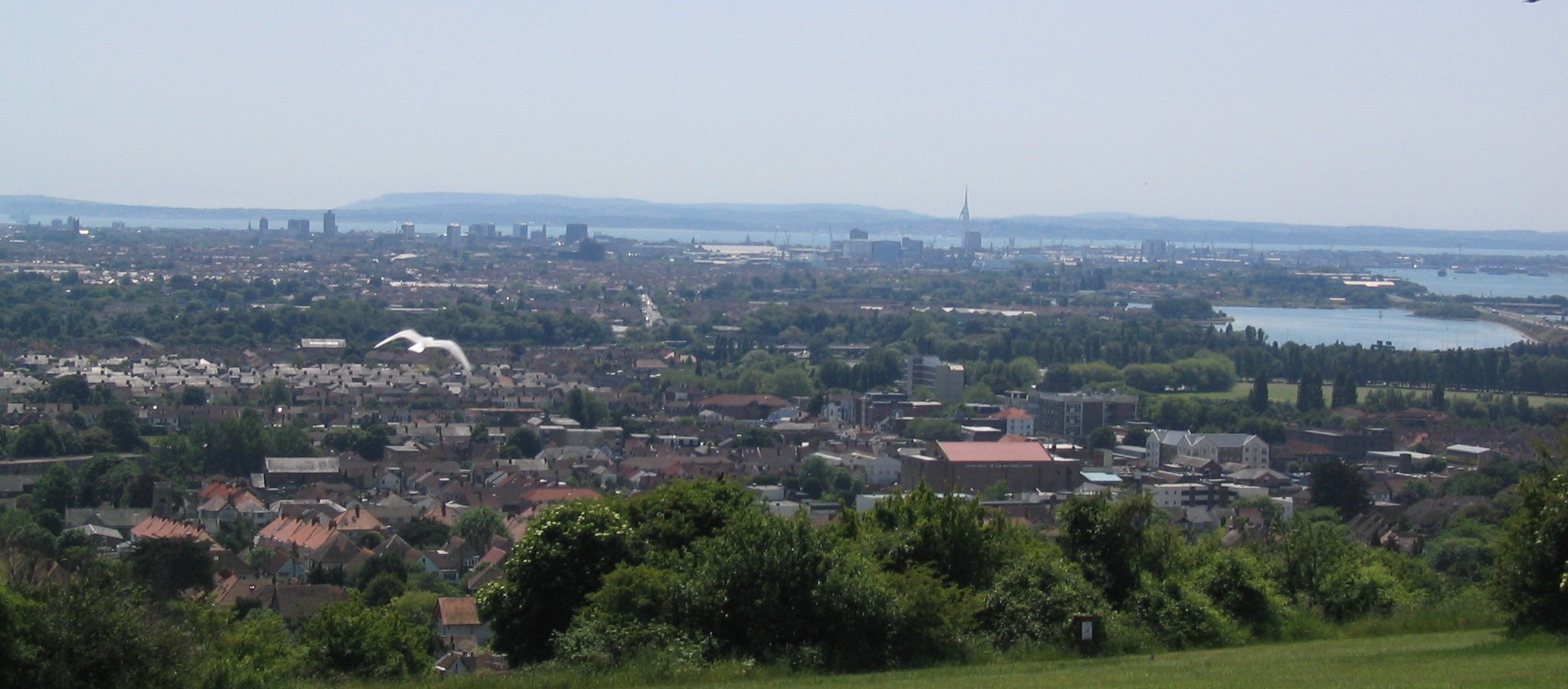
Вид на Портсмут з «Портсдаун-Гілл».
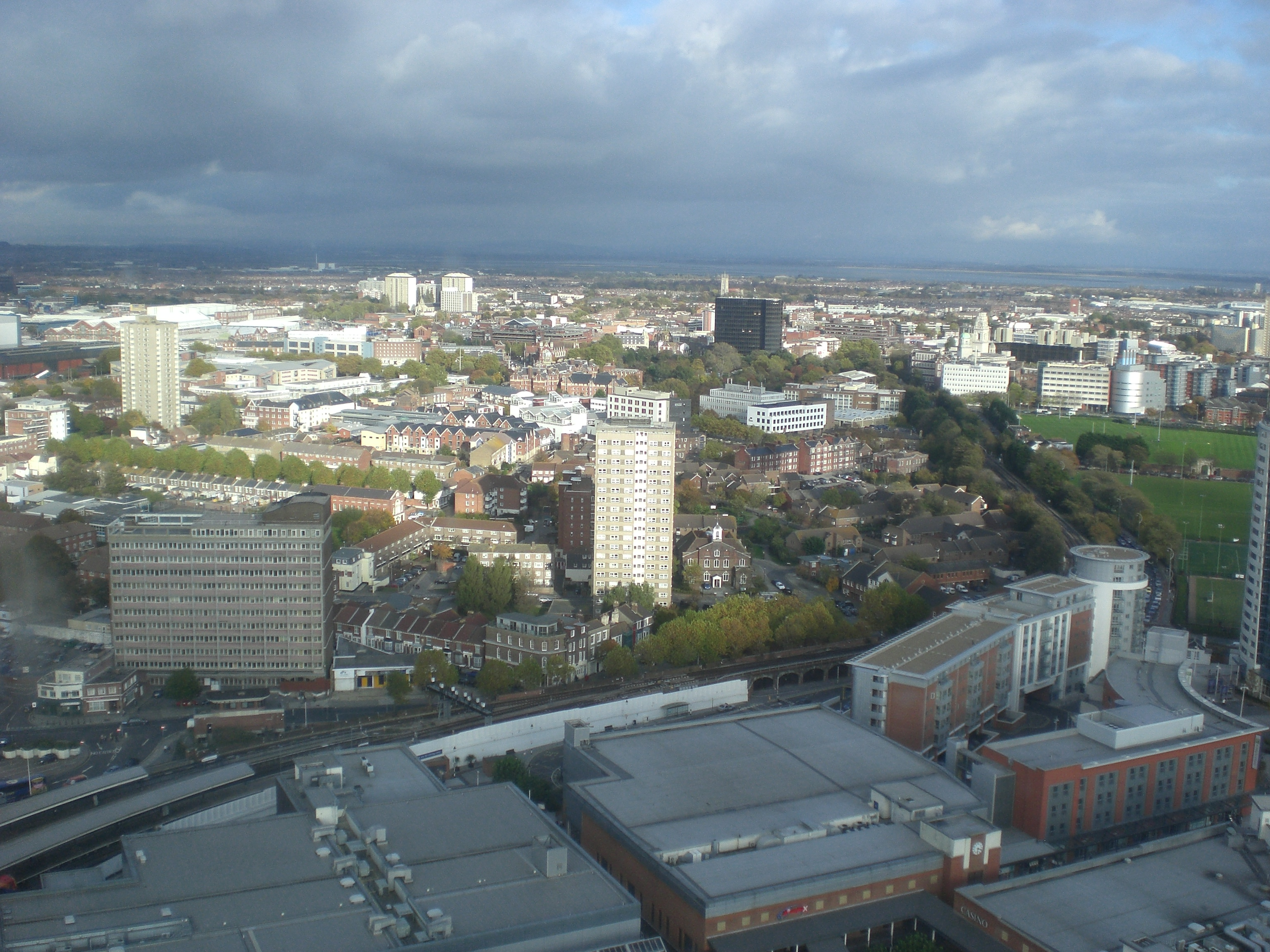
Вид центра міста з «Спіннакер тавер» (англ. Spinnaker Tower)

## Населення
На території унітарної одиниці Портсмут проживає 186 701 чоловік, при середній щільності населення 4,638 чол./км², найбільшою у Великій Британії (для порівняння — в Лондоні щільність населення 4,562 чол./км²).
| Рік  | Житла  | Населення |
| ---- | ------ | --------- |
| 1310 |        | 740       |
| 1560 |        | 1000      |
| 1801 | 5310   | 32,160    |
| 1851 | 12,825 | 72,096    |
| 1901 | 36,368 | 188,133   |
| 1951 |        | 233,545   |
| 1961 | 68,618 | 215,077   |
| 1971 |        | 197,431   |
| 1981 |        | 175,382   |
| 1991 |        | 177,142   |
| 2001 |        | 186,700   |
| 2011 |        | 205,400   |

## Економіка
З Портсмута на острів Вайт ходять пороми компанії «Wightlink»: пасажирський катамаран в місто Райд і автомобільний пором в село Фішберн. Пасажирське судно на повітряній подушці компанії «Hovertravel» ходить в Райд з Саутсі, передмістя Портсмута.
Портсмут є центром поштового району, якому відповідає код «PO». Крім Портсмута в цей район входять населені пункти Гемпшира, острова Вайт і Західного Суссексу: Бембрідж, Богнор Регіс, Вентнор, Східний Коуз, Ґоспорт, Західний Коуз, Ньюпорт, Райд, Саутсі, Сендаун, Вотерлувіль, Фарегем, Гавент, Чічестер, Шанклін, Ярмут та інші.

## Політика
Портсмут управляється радою унітарної одиниці, що складається з 42 депутатів, обраних в 14 округах. В результаті останніх виборів 23 місця в раді займають ліберальні демократи.

## Спорт
У місті Портсмут базується професійний футбольний клуб «Портсмут», дворазовий чемпіон Англії, дворазовий володар Кубка Англії і володар Суперкубка Англії. «Портсмут» приймає суперників на стадіоні «Фраттон Парк» місткістю 20 000 глядачів.

## Відомі люди
- Монтегю Лав (1877—1943) — британський актор театру, кіно і водевілів.

## Міжнародні відносини

### Міста-побратими
Портсмут є містом-побратимом таких міст:
- Дудінка, Росія (1993)
- Дуйсбург, Німеччина (1950)
- Кан, Франція (1987)
- Лейквуд, США[3]

### Міста-партнери
- Хайфа, Ізраїль
- Маскат, Оман
- Майдзуру, Японія
- Портсмут, США
- Сідней, Австралія